# Grosso di Bruzolo
I Grosso (o Gros, o Grosso di Riva) in epoca moderna furono una casata del Piemonte, allora parte del Ducato di Savoia, con forti interessi anche nel Regno di Francia, soprattutto nel XVI secolo. Originari di Riva presso Chieri, vissero a Lione ed in Valle di Susa. Qui, presso il loro Castello di Bruzolo, ospitarono i lavori diplomatici e la firma del Trattato di Bruzolo. La casata, poco conosciuta al giorno d'oggi, ebbe un ruolo importante tra il '500 e il '600 sia nel ducato sabaudo, sia nel Regno di Francia.

## Storia della casata
Se uno studio sistematico deve ancora essere compiuto, si deve allo storico Luca Patria l'aver illuminato diversi aspetti sconosciuti della storia della famiglia, dall'araldica alla produzione culturale Oltralpe.
Originari di Riva presso Chieri, ma di casa a Carignano, dediti alla mercatura e alle attività finanziarie, attivi tuttavia anche presso la corte sabauda, si spinsero Oltralpe nel XVI secolo, radicandosi nell'élite di Lione nella prima metà del '500. Qui si stabilirono tre fratelli, Gian Antonio, Bertone e Cesare Grosso, ottenendo anche la naturalizzazione francese. Mantenendo dal lionese forti legami di affari e probabilmente patrimoniali con le terre avite del chierese in Piemonte, nel 1544 acquisirono il feudo di Bruzolo in Valle di Susa (Bertone), poi seguito da quello di San Giorio (Cesare); luoghi che avevano per i Grosso valore non solo come feudi signorili, ma anche come punti tappa, importanti per le loro merci lungo la strada di Francia, che transitava attraverso i valichi della Valle di Susa. Acquisivano inoltre un titolo della nobiltà terriera, dopo aver fatto parte delle nobiltà di servizio.
Nel 1610 i Grosso ospitarono presso il Castello di Bruzolo gli emissari del Re di Francia Enrico IV di Borbone e il Duca Carlo Emanuele I di Savoia per una alleanza militare e matrimoniale, che non ebbe seguito a causa dell'assassinio del monarca francese. Nel XVII secolo abbandonarono progressivamente gli interessi nel regno di Francia.
Nel XVIII secolo i Grosso acquisirono il feudo di Riva presso Chieri, loro terra di origine, ove fecero costruire un nuovo palazzo, oggi conosciuto come Palazzo Grosso.
Il 18 marzo 1827 si estinse l'ultima discendente Faustina Mazzetti.